# Llengües popolocanes
Les llengües popolocanes són una subfamília de les llengües otomang del sud-est de Mèxic, parlades en els estats de Pobla i Oaxaca. Des del punt de vista lingüístic aquest grup inclou el popoloca, l'ixcateca, el chocho i el mazateca.

## Descripció

### Fonologia
El proto-popolocano va ser reconstruït per Longacre, l'inventari consonàntic reconstruït ve donat per:
|            | Bilabial | Bilabial | Dental | Dental | Palatal | Palatal | Velar | Velar | Labiovelar | Labiovelar | Glotal | Glotal |
| ---------- | -------- | -------- | ------ | ------ | ------- | ------- | ----- | ----- | ---------- | ---------- | ------ | ------ |
| Nasal      | *m       | *m       | *n     | *n     | *ñ      | *ñ      |       |       |            |            |        |        |
| Oclusiva   |          |          | *t     | *d     |         |         | *k    | *g    | *kʷ        | *gʷ        | *ʔ     | *ʔ     |
| Fricativa  |          |          | *θ     | *θ     |         |         | *x    | *x    | *xʷ        | *xʷ        |        |        |
| Aproximant |          |          | *l     | *l     | *y      | *y      |       |       | *w         | *w         |        |        |

### Comparació lèxica
Els numerals següents mostren alguns canvis fonètics entre les llengües popolocanes i la divergència entre elles:
| GLOSSA   | Popoloca   | Popoloca | Ixcateca | Chocho  | Mazateca      | Mazateca    | PROTO- POPOLOCANO |
| GLOSSA   | Tlacoyalco |          |          | Ocotlán | Chiquihuitlán | PROTO- MAZ. | PROTO- POPOLOCANO |
| -------- | ---------- | -------- | -------- | ------- | ------------- | ----------- | ----------------- |
| 'un'     | naa²¹      | hnku³    | hngu²    | ngu²    | nku¹          | *hnku³¹     | *hnku             |
| 'dos'    | yoo¹²      | yu³¹     | yu¹hu²   | ʒu¹³    | ho¹           | *hau²       | *hyu              |
| 'tres'   | nii¹²      | ni¹³     | nĩ¹hẽ²   | nie¹³   | hyã¹          | *ʃhã¹       | *(ʔ)ni            |
| 'quatre' | noo²¹      | nũ³¹     | ñũ¹hũ¹   | niu²³   | ñũh³¹         | *ñũ³hu²     | *niũhũ            |
| 'cino'   | na²ʔo³     | no³ʔõ¹   | ʃʔõ¹     | ʒũ²ũ¹   | ʔñũ¹          | *ʔñãũ²      | *ʔũ (?)           |
| 'sis'    | in¹khˑaon² | hõ³      | ʃhõ³     | ʃũ²     | hyũ²          | *ʃhãũ⁴³     | *ʃhãu (?)         |
| 'set'    | yaa³to³    | ya⁴tu⁴   | ya²tu²   | ʒa³tu³  | ya³tu²        | *ñã³tu⁴³    | *yãtu             |
| 'vuit'   | hˑni¹      | hni¹     | hni¹     | ʃĩ¹     | hyĩ³          | *ʃhĩ²¹      | *ʃnĩ              |
| 'nou'    | naa³       | na⁴      | nĩ²hẽ²   | na³     | ñãh³          | *ñã³hã⁴³    | *ña(hã)           |
| 'deu'    | thˑe³      | te⁴      | u²te³    | te³     | tæ³           | *te³        | *te               |

En la taula anterior els nombres denoten tons, un nombre solament és un to de nivell i dos nombres junts un to de contorn (els nivells van del més alt "1" al més sota "3" o "4"). Per a les llengües popolocanes també s'han emprat diacrítics sobre les vocals per marcar els tons. En general la taula usa l'Alfabet Fonètic Internacional com a transcripció amb dues excepcions: /y/ = AFI //j/ y /ñ/ = AFI //ɲ/.